# Iyasaka
Iyasaka är en aikidoklubb på Södermalm i Stockholm, som grundades 1981 av Urban Aldenklint och Ulf Linde.
Iyasaka är en av Sveriges två största aikidoklubbar, tillsammans med Göteborgs aikidoklubb. Klubben har träning under veckans alla dagar. Iyasaka tillhör organisationen Aikikai, och har ett nära samarbete med den framstående japanske aikidoläraren Yasuo Kobayashi, dennes son Hiroaki Kobayashi samt Kazuo Igarashi.